# Escudeiros e Penso (Santo Estêvão e São Vicente)
Escudeiros e Penso (Santo Estêvão e São Vicente) (llamada oficialmente União das Freguesias de Escudeiros e Penso (Santo Estêvão e São Vicente)) es una freguesia portuguesa del municipio de Braga, distrito de Braga.

## Historia
Fue creada el 28 de enero de 2013 en aplicación de una resolución de la Asamblea de la República de Portugal promulgada el 16 de enero de 2013 con la unión de las freguesias de Escudeiros, Santo Estêvão do Penso y São Vicente do Penso, pasando su sede a estar situada en la antigua freguesia de Escudeiros.

## Demografía
| Gráfica de evolución demográfica de Escudeiros e Penso (Santo Estêvão e São Vicente) entre 2011 y 2021 |
| |
| Datos según el nomenclátor publicado por el INE portugués.                                             |